# 1960年スコーバレーオリンピックのチェコスロバキア選手団
1960年スコーバレーオリンピックのチェコスロバキア選手団（1960ねんスコーバレーオリンピックのチェコスロバキアせんしゅだん）は、1960年2月18日から2月28日までアメリカ合衆国カリフォルニア州のスコーバレーで開催された1960年スコーバレーオリンピックのチェコスロバキア選手団、およびその競技結果。

## 概要
今大会は銀メダル1個を獲得した。
フィギュアスケート男子シングルで、カロル・ディビンがオリンピックのフィギュアスケート競技でチェコスロバキア勢初のメダルとなる銀メダルを獲得した。チェコスロバキア勢が冬季オリンピックでメダルを獲得したのは、1948年サンモリッツオリンピックのアイスホッケー以来3大会ぶりであった。

## メダル
| メダル | 選手名           | 競技               | 種目         |
| ------ | ---------------- | ------------------ | ------------ |
| 銀     | カロル・ディビン | フィギュアスケート | 男子シングル |